# 갈라티아
갈라티아(고대 그리스어: Γαλατία)는 아나톨리아 중부 고지대의 고대 지역으로, 오늘날 튀르키예의 앙카라주와 에스키셰히르주에 대략적으로 해당한다. 갈라티아는 기원전 279년 발칸반도에 대한 갈리아인의 침입 이후 트라키아 출신의 갈리아인들이 이곳에 정착하여 기원전 3세기경 작고 일시적인 이방 부족이 된 것에 이름을 따왔다. 이곳은 동방의 "갈리아"라고 불려왔다. 신약성경에는 갈라디아라고도 한다.

## 지리
갈라티아는 북쪽으로는 비티니아와 파플라고니아에, 동쪽으로는 폰토스와 카파도키아에, 남쪽으로는 킬리키아와 리카오니아에, 서쪽으로는 프리기아에 접해 있었다. 수도는 안키라(즉, 현대 튀르키예의 수도인 앙카라)였다.

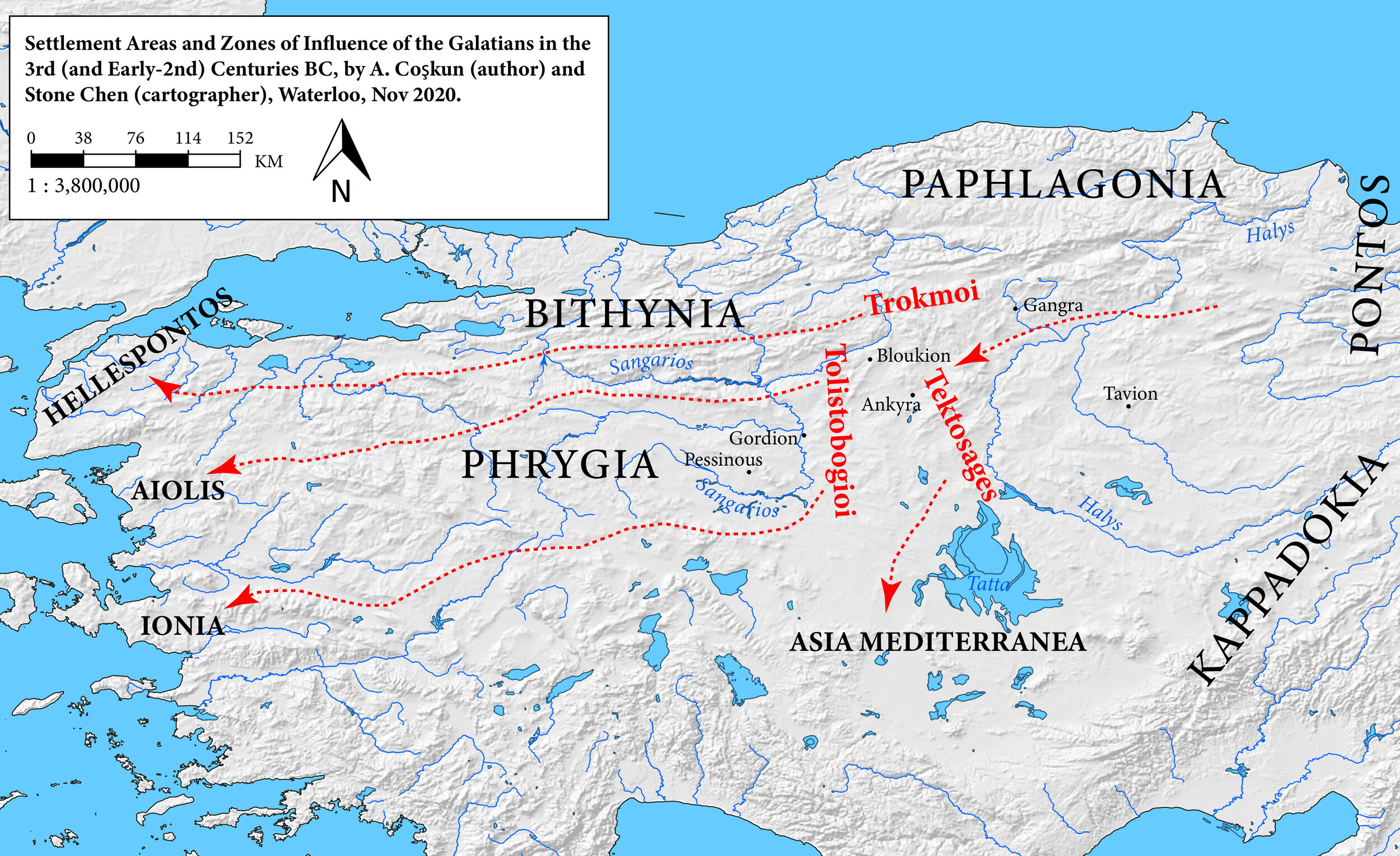
기원전 3세기 및 2세기 초의 갈라티아인 정착 지역

## 켈트 갈라티아

유럽의 켈트족

"갈라티아인"이라는 용어는 그리스인들이 아나톨리아의 세 켈트족인 텍토사게스족, 트로크미족, 톨리스토보기이족을 지칭하는 데 사용되었다. 기원전 1세기 무렵, 켈트족은 너무나 그리스화되어 일부 그리스 작가들은 그들을 헬레노갈라타이(Ἑλληνογαλάται)라고 불렀다. 로마인들은 그들을 갈로그라에키라고 불렀다. 켈트족은 헬레니즘 시대의 소아시아에 상당 부분 통합되었음에도 불구하고, 그들의 언어적, 민족적 정체성을 보존했다.
기원전 4세기경 켈트족은 발칸반도로 침투하여 트라키아인과 그리스인들과 접촉했다. 기원전 380년, 그들은 달마티아 (현재의 크로아티아) 남부 지역에서 싸웠고, 알렉산드로스 대왕의 아버지인 마케도니아의 필리포스 2세가 켈트족 기원의 단검을 사용한 사람에게 암살당했다는 소문이 고대 세계에 퍼졌다. 아리아노스는 기원전 335년 게타이족과의 전쟁 중 알렉산드로스 대왕을 만나러 온 사람들 중에 "이오니아 해안에 정착한 켈트족"이 있었다고 기록한다. 여러 고대 기록들은 켈트족이 시라쿠사의 디오니시오스 1세와 동맹을 맺어 테베 (그리스)에 대항하여 고대 마케도니아인과 함께 싸우도록 파견되었다고 언급한다. 기원전 279년, 두 켈트 파벌이 브렌누스 (기원전 3세기)의 지휘 아래 연합하여 남부 불가리아에서 그리스 국가들 쪽으로 남진하기 시작했다. 티투스 리비우스에 따르면, 이 주요 집단에서 상당한 병력이 분리되어 소아시아로 향했다.

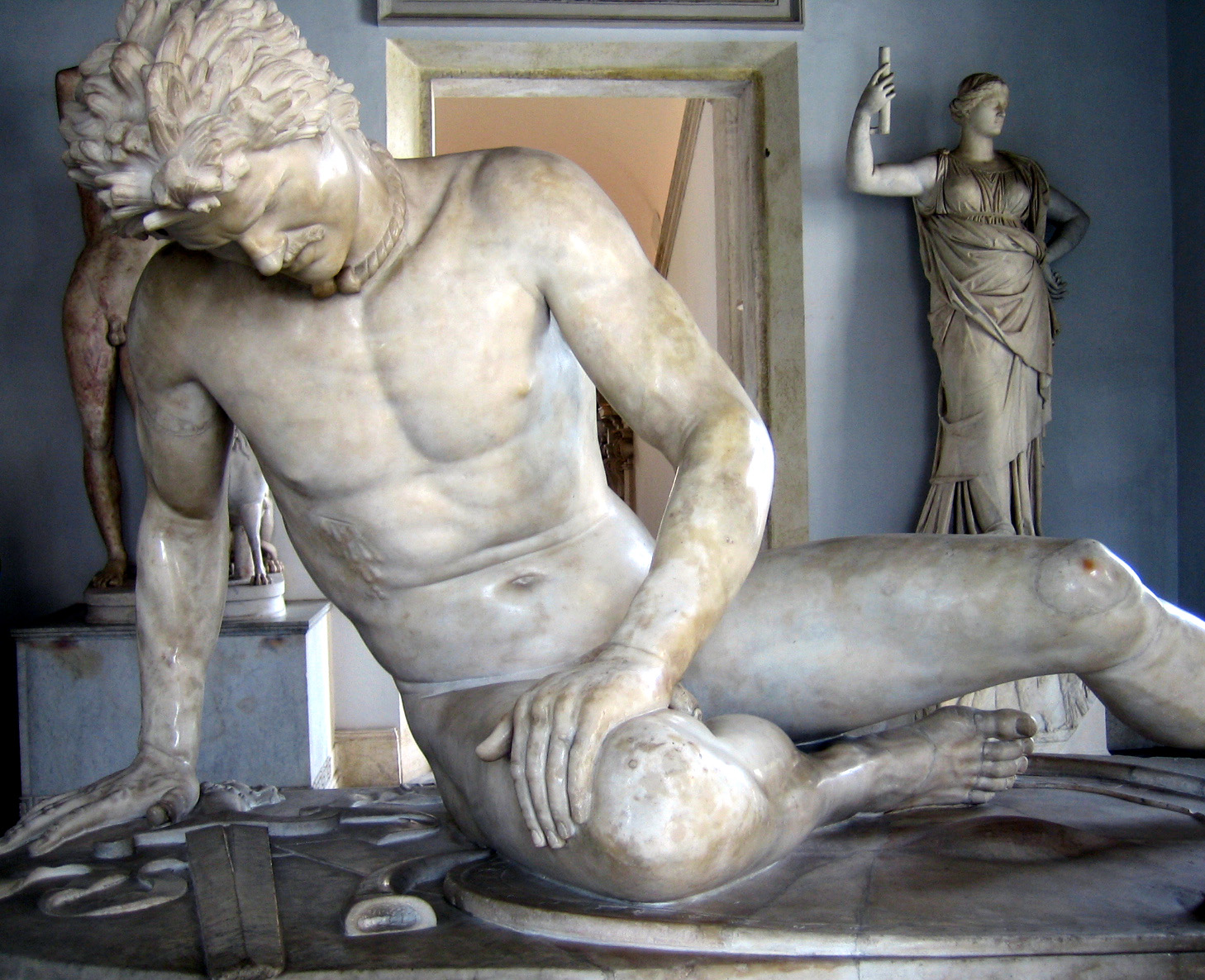
빈사의 갈리아인, 로마 카피톨리니 미술관

수년 동안 비잔티움과 칼케돈을 포함한 헬레스폰트 도시들의 연맹은 켈트족이 소아시아에 진입하는 것을 막았다. 비티니아의 니코메데스 1세와 그의 형제 지포이테스 간의 권력 투쟁 과정에서 니코메데스 1세는 2만 명의 갈라티아 용병을 고용했다. 갈라티아인들은 레온노리우스와 루타리우스가 각각 이끄는 두 그룹으로 나뉘어 보스포루스 해협과 헬레스폰트 해협을 건넜다. 기원전 277년, 적대 행위가 끝났을 때 갈라티아인들은 니코메데스의 통제에서 벗어나 안티오코스가 시리아에서 통치를 공고히 하는 동안 소아시아의 그리스 도시들을 약탈하기 시작했다. 갈라티아인들은 키지코스, 트로이, 디디마, 프리에네, 티아테라, 뤼코스강의 라오디케아를 약탈했으며, 이오니아 에리트라스 시민들은 그들에게 몸값을 지불했다. 기원전 275년 또는 269년에 안티오코스의 군대는 사르디스 평원의 어딘가에서 코끼리 전투에서 갈라티아인들과 맞섰다. 전투 이후 켈트족은 북부 프리기아에 정착했으며, 이 지역은 결국 갈라티아로 알려지게 되었다.
켈트 갈라티아의 영토에는 앙카라 (현재의 앙카라), 페시누스, 타비움, 고르디온 도시들이 포함되었다.

## 로마 갈라티아
데이오타루스가 죽자 갈라티아 왕국은 브루투스와 카시우스의 로마군 보조 사령관이었으며 마르쿠스 안토니우스의 총애를 얻었던 갈라티아의 아민타스에게 주어졌다. 기원전 25년 그가 죽은 후, 갈라티아는 아우구스투스에 의해 로마 제국에 편입되어 로마 속주가 되었다. 수도인 안키라(현대 앙카라) 근처에서 왕의 후계자인 필라메네스는 충성의 표시로 프리기아 신 멘 (신)의 신전을 재건하여 아우구스투스를 숭배했다(안키라의 기념물). 갈라티아에 있는 이 신전의 벽에 아우구스투스 업적록의 주요 자료가 현대에 보존되었다. 로마에 이보다 더 열정적으로 충성하는 속주는 거의 없었다.
플라비우스 요세푸스는 성경 인물 고멜 (에스겔)을 갈라티아(또는 일반적인 갈리아)와 관련시켰다: "고멜은 지금 그리스인들이 갈라티아인[갈리아인]이라고 부르지만, 그때는 고멜인이라고 불렀던 사람들을 세웠기 때문이다." 다른 이들은 고멜을 킴메르족과 관련시켰다.
사도 바울로는 선교 여행 중에 갈라티아를 방문했으며, 그곳의 그리스도인들에게 갈라디아인들에게 보낸 편지를 썼다.
원래 강력한 문화적 정체성을 가졌음에도 불구하고, 서기 2세기경 갈라티아인들은 동화되어 (그리스화) 아나톨리아의 헬레니즘 문명에 편입되었다. 갈라티아인들은 히에로니무스 (서기 347년–420년) 시대에도 여전히 갈라티아어를 사용하고 있었는데, 그는 안키라의 갈라티아인들과 라인란트에 있는 트리어의 트레베리족이 같은 갈리아어를 사용했다고 기록했다 (Comentarii in Epistolam ad Galatos, 2.3, c. 387년 작성).
행정 개편(서기 386년–395년경)에서 두 개의 새로운 속주인 갈라티아 프리마(Galatia Prima)와 갈라티아 세쿤다(Galatia Secunda) 또는 살루타리스(Salutaris)가 뒤를 이었으며, 후자에는 프리기아의 일부가 포함되었다. 갈라티아인들의 운명은 다소 불확실하지만, 그들은 결국 아나톨리아의 그리스어를 사용하는 인구에 흡수된 것으로 보인다.

## 갤러리

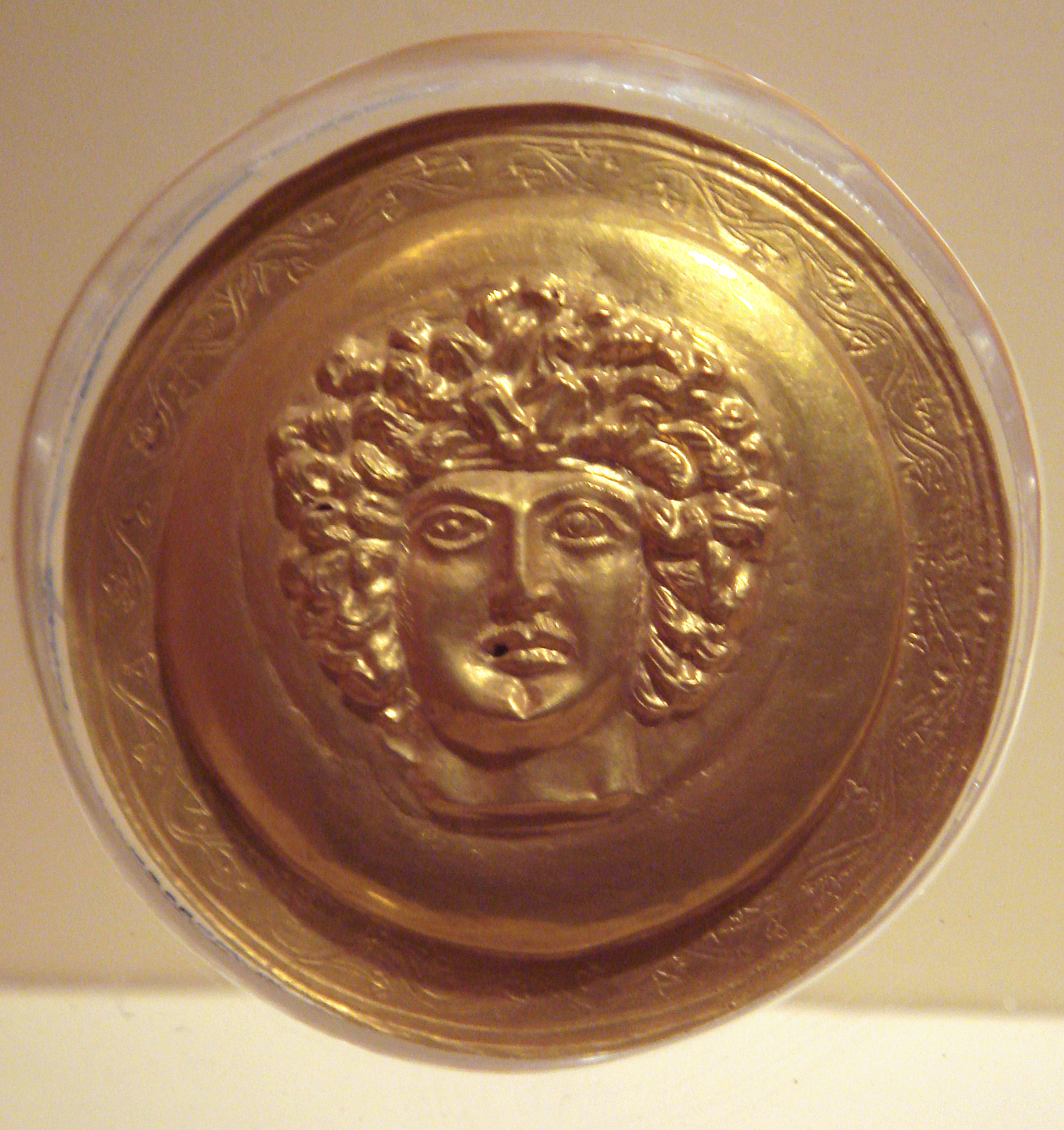
기원전 3세기 트라키아의 황금 예술품에 묘사된 갈라티아인의 머리. 이스탄불 고고학 박물관.
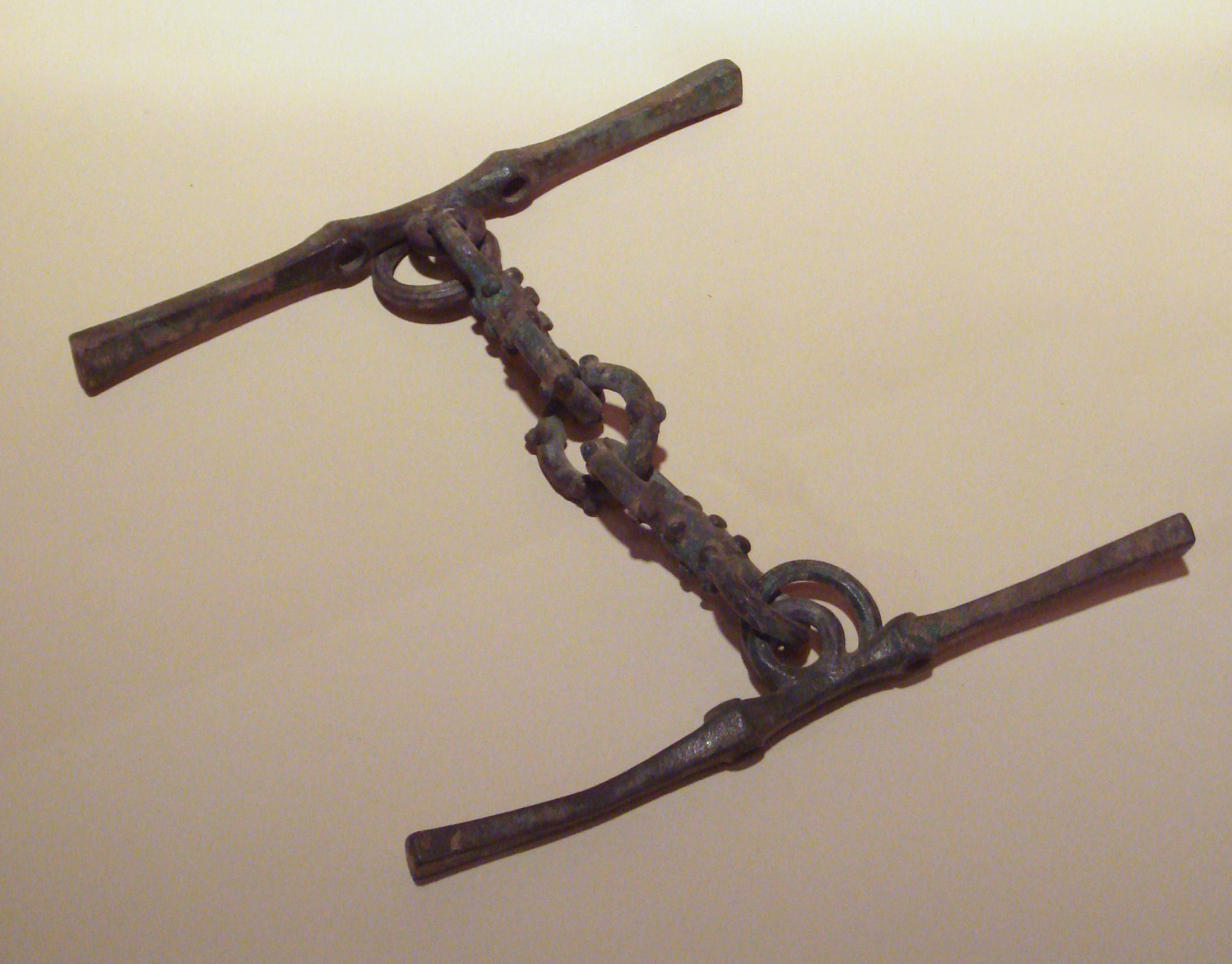
기원전 3세기 갈라티아 청동 말 재갈, 볼루 분구묘 히디르실라르. 이스탄불 고고학 박물관.
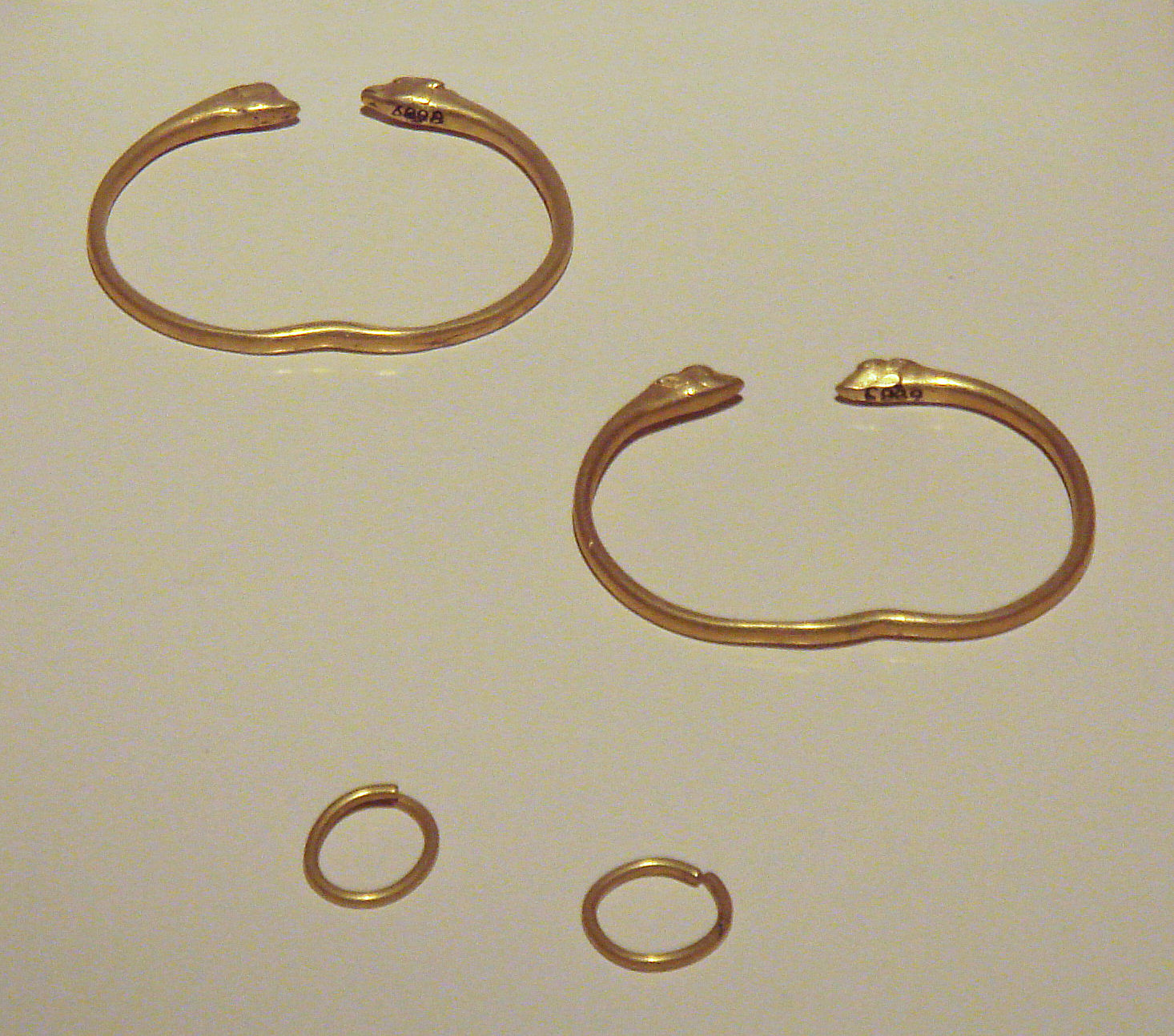
기원전 3세기 갈라티아 팔찌와 귀걸이, 볼루 히디르실라르 분구묘. 이스탄불 고고학 박물관.
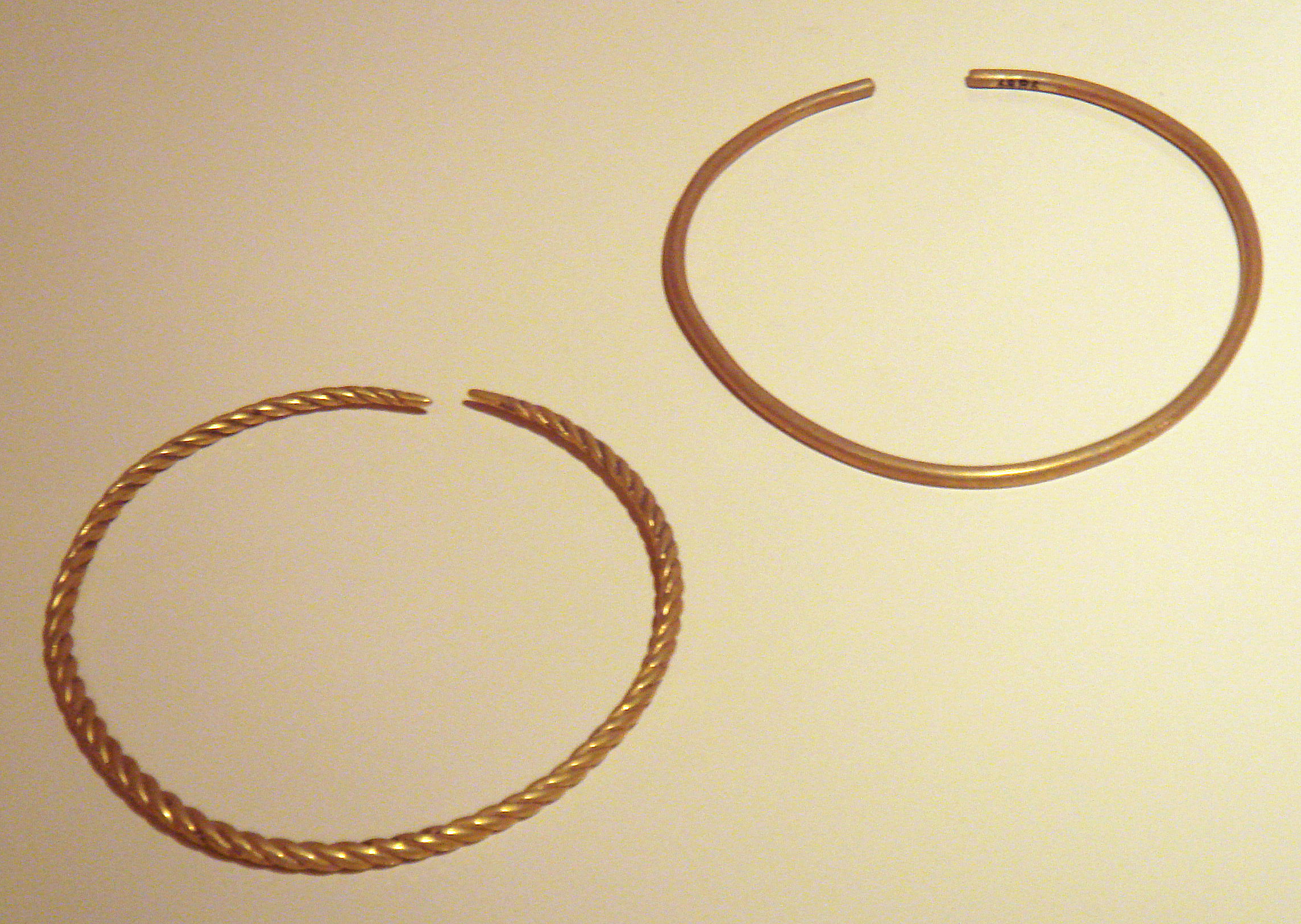
기원전 3세기 갈라티아 토크 (장신구)들, 볼루 히디르실라르 분구묘. 이스탄불 고고학 박물관.
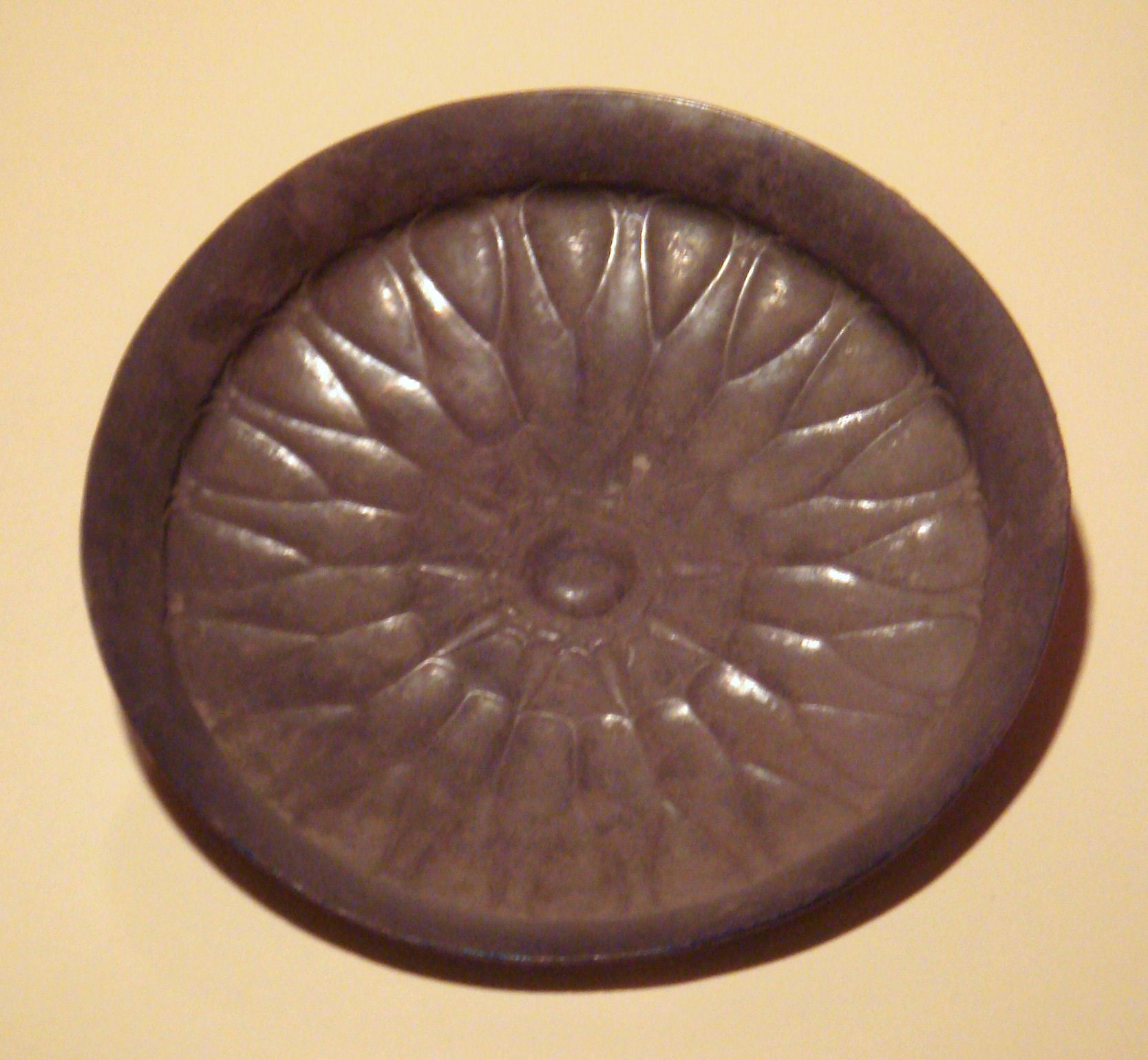
기원전 3세기 갈라티아 접시, 볼루 히디르실라르 분구묘. 이스탄불 고고학 박물관.
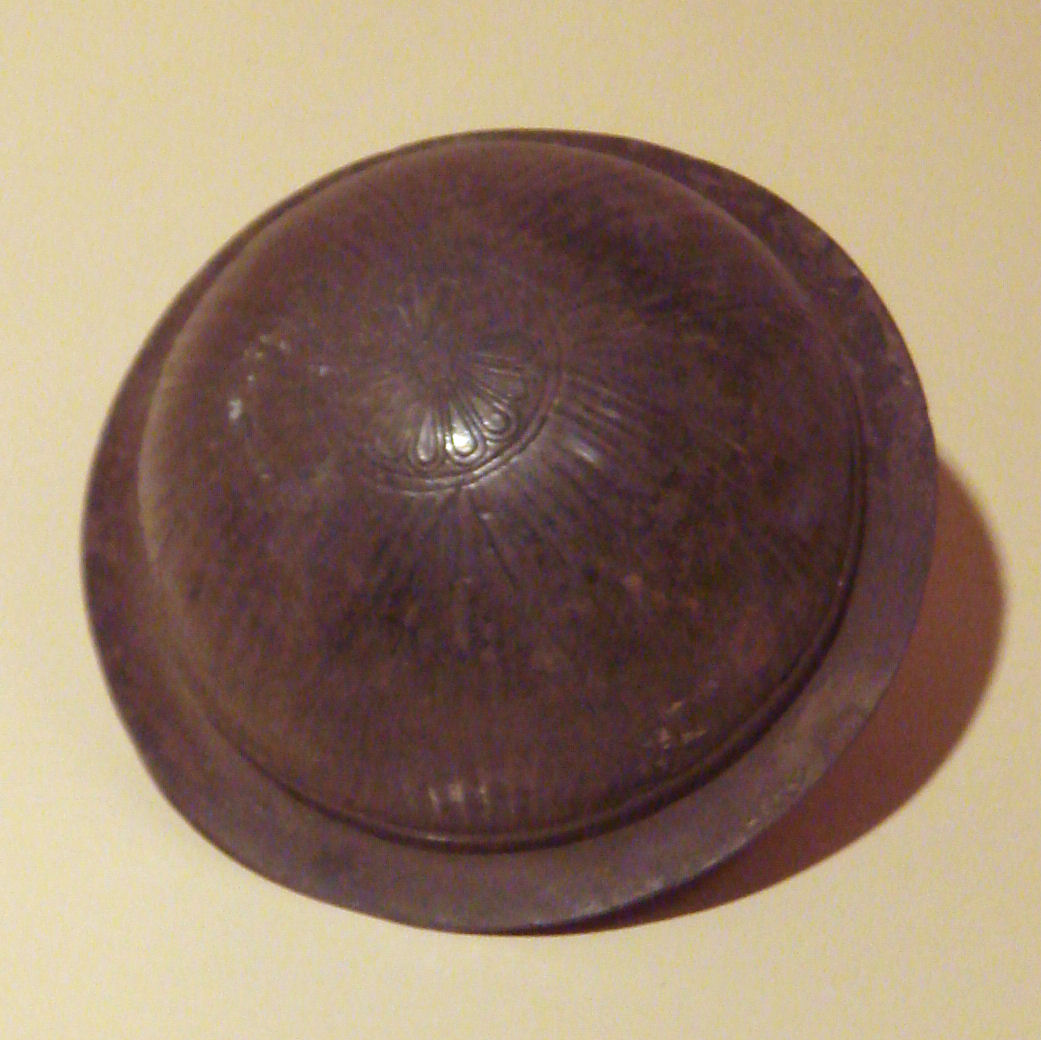
기원전 3세기 갈라티아 유물, 볼루 히디르실라르 분구묘. 이스탄불 고고학 박물관.
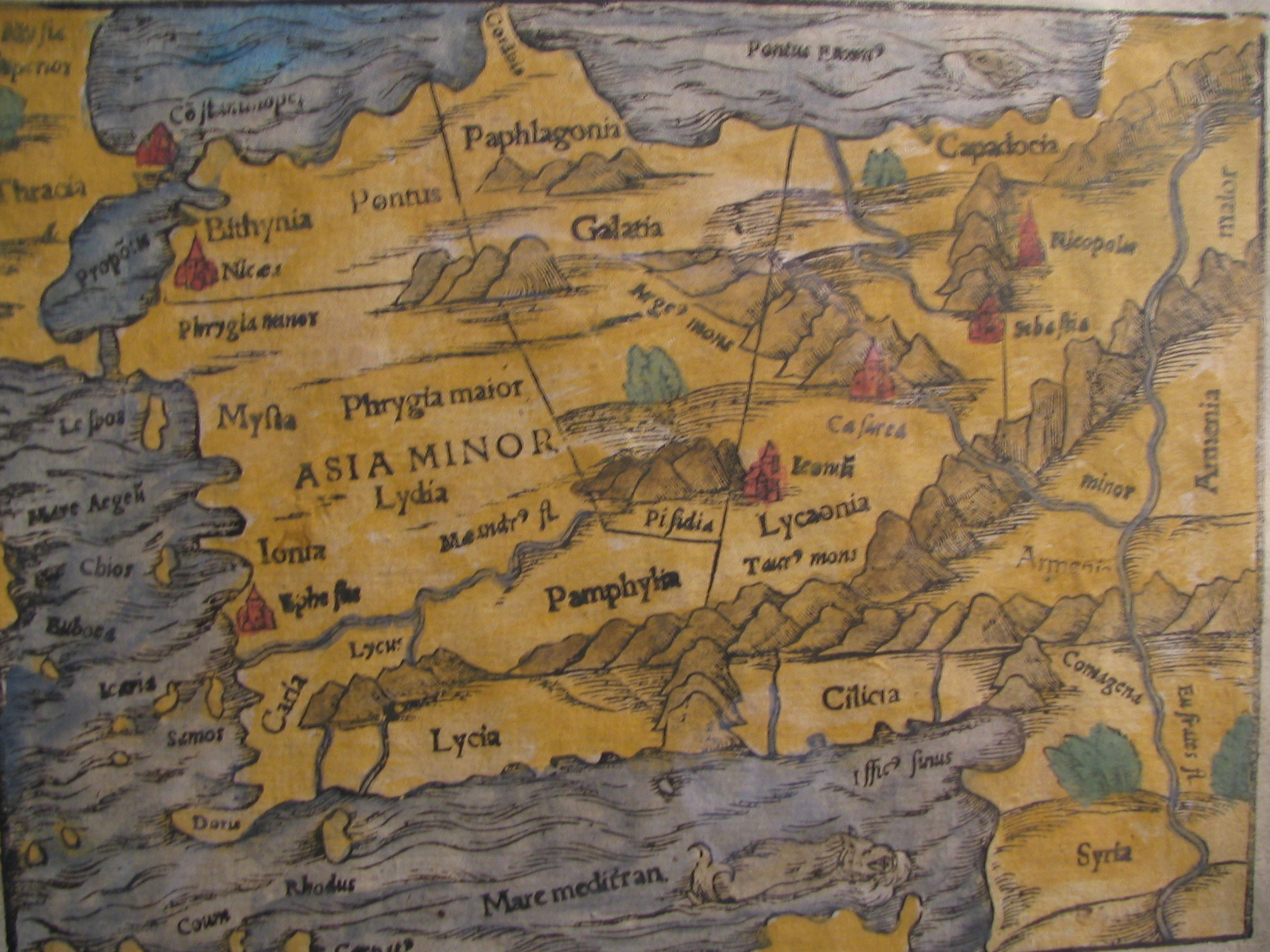
15세기 튀르키예 지역 지도 일부로 갈라티아를 보여준다.

## 같이 보기
- 아나톨리아의 고대 지역
- 아나톨리아의 역사

## 내용주
- Encyclopedia, MS Encarta 2001, under article "Galatia".
- Barraclough, Geoffrey, ed. HarperCollins Atlas of World History. 2nd ed. Oxford: HarperCollins, 1989. 76–77.
- John King, Celt Kingdoms, pg. 74–75.
- The Catholic Encyclopedia, VI: Epistle to the Galatians.
- Stephen Mitchell, 1993. Anatolia: Land, Men, and Gods in Asia Minor vol. 1: "The Celts and the Impact of Roman Rule." (Oxford: Clarendon Press) 1993. ISBN 0-19-814080-0. Concentrates on Galatia; volume 2 covers "The Rise of the Church". (Bryn Mawr Classical Review)
- David Rankin, (1987) 1996. Celts and the Classical World (London: Routledge): Chapter 9 "The Galatians".
- Coşkun, A., "Das Ende der "romfreundlichen Herrschaft" in Galatien und das Beispiel einer "sanften Provinzialisierung" in Zentralanatolien," in Coşkun, A. (hg), Freundschaft und Gefolgschaft in den auswärtigen Beziehungen der Römer (2. Jahrhundert v. Chr. – 1. Jahrhundert n. Chr.), (Frankfurt M. u. a., 2008) (Inklusion, Exklusion, 9), 133–164.
- Justin K. Hardin: Galatians and the Imperial Cult. A Critical Analysis of the First-Century Social Context of Paul's Letter. Mohr Siebeck, Tübingen, Germany 2008, ISBN 978-3-16-149563-2.
- Sartre, Maurice (2006). 《Ελληνιστική Μικρασία: Aπο το Αιγαίο ως τον Καύκασο》 [Hellenistic Asia Minor: From the Aegean to the Caucaus] (그리스어). Athens: Ekdoseis Pataki. ISBN 9789601617565.